# Xã Trumbull, Quận Ashtabula, Ohio
Xã Trumbull (tiếng Anh: Trumbull Township) là một xã thuộc quận Ashtabula, tiểu bang Ohio, Hoa Kỳ. Năm 2010, dân số của xã này là 1.408 người.